# Arbeit - Bewegung - Geschichte
Arbeit - Bewegung - Geschichte, anciennement Jahrbuch für Forschungen zur Geschichte der Arbeiterbewegung (Annales sur l'histoire du mouvement ouvrier), est une revue allemande académique trimestrielle qui traite du mouvement ouvrier allemand et international et de l'histoire des mouvements sociaux.
La revue a été créée en 2002 et elle est publiée par Förderverein für Forschungen zur Geschichte der Arbeiterbewegung (l'association pour la promotion de la recherche sur le mouvement ouvrier) qui est une association indépendante universitaire.
Les articles proposés lors de chaque parution en histoire sont très variés. Il peut s'agir de l'histoire de la libération de la femme, des mouvements sociaux en général ou les mouvements de résistance antifascistes en Allemagne et en Europe. Cependant sa focale principale est l'histoire du mouvement ouvrier international et des mouvements syndicaux comprenant les organisations comme l'Internationale communiste et ses partis membres ou l'histoire des partis sociaux-démocrates.
En plus de ces articles, la revue contient une partie bibliographique qui présente les publications originales en langue allemande et des documents sur l'histoire du travail. En outre, les nouvelles parutions de ce champ de recherche à la fois en allemand et dans d'autres langues, paraissent lors de chaque nouveau numéro.